# Lambiorix roi des Éburons
Lambiorix roi des Éburons ou Lambiorix en néerlandais est le treizième album de bande dessinée de la série Bob et Bobette. Il porte le numéro 144 de la série actuelle.
Il a été écrit par Willy Vandersteen et publié dans De Standaard et Het Nieuwsblad du 25 août 1949 au 4 janvier 1950.

## Synopsis
Bob, Bobette, Sidonie et Lambique voyagent 2000 ans en arrière à l'époque des Gaulois et des Romains. Lambique se retrouve à la tête des « Éburons »  contre les Romains, prenant la place de Lambiorix. Il affronte également Arrivix, son rival, et est aidé par un mystérieux guerrier.

## Personnages principaux
- Bobette
- Bob
- Lambique
- Sidonie

## Personnages secondaires
- Lambiorix
- Arrivix
- Le druide

## Autour de l'album
- Dix ans avant Astérix, Vandersteen dépeint une Gaule caricaturale où les Gaulois ont déjà des noms en "ix".
- Le nom Lambiorix est une allusion à Ambiorix , le roi des Eburons qui a combattu contre les Romains.
- La scène dans laquelle tante Sidonie doit tirer une flèche à travers une pomme sur la tête de  Bob et Bobette fait référence à Guillaume Tell .
- Le thème du Franc-tireur sera répété plus tard dans l'histoire La cité des nuages . De nombreuses blagues de Lambiorix sont donc reprises.
- Willy Vandersteen fait plusieurs références à la politique, y compris la collaboration et la répression récemment terminées à cette époque mais loin d'être digérées. Il y est question aussi de la Question royale.
- Les quatre dernières cases de la bd, qui ont complètement disparu dans les éditions ultérieures, faisaient clairement référence à la Question royale.
- Le monstre préhistorique Dudule ressemble à un stégosaure .
- En 54 av. J.-C., il n'y avait pas encore de pommes de terre en Europe, cette culture ne serait importée d'Amérique plus tard.

## Éditions
- Lambiorix, Standaart, 1950 : Édition originale en néerlandais
- Lambique roi des Éburons, Erasme, 1954 : Première édition française comme numéro 3 de la série "rouge" en bichromie.
- Lambiorix roi des Éburons, Erasme, 1973 : Édition française comme numéro 144 de la série actuelle en couleur.